# Evann Guessand
Evann Guessand (Ajaccio, 1º luglio 2001) è un calciatore francese naturalizzato ivoriano, attaccante dell'Aston Villa e della nazionale ivoriana.

## Caratteristiche tecniche
È un centravanti.

## Carriera

### Club

#### Nizza e prestito al Losanna
Cresciuto nel settore giovanile del Nizza, debutta in prima squadra il 5 gennaio 2020 in occasione dell'incontro di Coppa di Francia vinto 2-0 contro il Fréjus St-Raphaël; il 30 settembre 2020 viene ceduto in prestito per una stagione al Losanna.

#### Prestito al Nantes
Il 12 luglio 2022 si trasferisce a titolo temporaneo al Nantes, con cui debutta il successivo in occasione della supercoppa francese persa 4-0 contro il Paris Saint-Germain. In seguito, il 7 agosto, debutta anche in campionato nel pareggio a reti inviolate contro l'Angers; mentre il 28 agosto segna la prima rete nella vittoria interna in rimonta contro il Tolosa (3-1). Il successivo 8 settembre debutta anche nelle competizioni confederali, in occasione della gara casalinga di UEFA Europa League vinta per 2-1 sull'Olympiacos: nell'occasione segna la rete decisiva al 92'.
Il 7 gennaio 2023 fa il proprio debutto anche in Coppa di Francia, contribuendo con una rete al successo dei canarini per 0-2 sul Virois. Il 29 aprile successivo, pur non giocando, perde la finale della suddetta competizione contro il Tolosa, dato che segna per lui la seconda sconfitta in due anni dopo quella proprio contro i canarini nel 2021-2022.
Conclude la stagione con 44 presenze e cinque reti complessive.

#### Ritorno al Nizza
Terminato il prestito fa ritorno al Nizza.
Dopo aver debuttato alla prima giornata di campionato; il 20 agosto 2023, alla seconda uscita stagionale contro il Lorient, trova la prima rete con les aiglons.

#### Aston Villa
L'8 agosto 2025 si trasferisce a titolo definitivo all'Aston Villa, in Premier League, per 35 milioni di euro.

### Nazionale
Dopo avere rappresentato le selezioni giovanili francesi successivamente ha optato per rappresentare la Costa d'Avorio, nazionale delle sue origini, con cui esordisce l'11 giugno 2024 nel pareggio per 0-0 in casa del Kenya.

## Statistiche

### Presenze e reti nei club
Statistiche aggiornate all'8 agosto 2025.
| Stagione        | Squadra         | Campionato      | Campionato | Campionato | Coppe nazionali | Coppe nazionali | Coppe nazionali | Coppe continentali | Coppe continentali | Coppe continentali | Altre coppe | Altre coppe | Altre coppe | Totale | Totale | Totale |
| Stagione        | Squadra         | Comp            | Pres       | Reti       | Comp            | Pres            | Reti            | Comp               | Pres               | Reti               | Comp        | Pres        | Reti        | Pres   | Reti   |        |
| --------------- | --------------- | --------------- | ---------- | ---------- | --------------- | --------------- | --------------- | ------------------ | ------------------ | ------------------ | ----------- | ----------- | ----------- | ------ | ------ | ------ |
| gen. 2020       | Nizza           | L1              | 0          | 0          | CF+CdL          | 1+0             | 0               | -                  | -                  | -                  | -           | -           | -           | 1      | 0      |        |
| ago.-sett. 2020 | Nizza           | L1              | 3          | 0          | CF              | 0               | 0               | -                  | -                  | -                  | -           | -           | -           | 3      | 0      |        |
| 2020-2021       | Losanna         | ASL             | 21         | 5          | CS              | 1               | 0               | -                  | -                  | -                  | -           | -           | -           | 22     | 5      |        |
| 2021-2022       | Nizza           | L1              | 20         | 1          | CF              | 5               | 0               | -                  | -                  | -                  | -           | -           | -           | 25     | 1      |        |
| 2022-2023       | Nantes          | L1              | 30         | 3          | CF              | 5               | 1               | UEL                | 8                  | 1                  | SF          | 1           | 0           | 44     | 5      |        |
| 2023-2024       | Nizza           | L1              | 34         | 6          | CF              | 4               | 1               | -                  | -                  | -                  | -           | -           | -           | 38     | 7      |        |
| 2024-2025       | Nizza           | L1              | 33         | 12         | CF              | 2               | 0               | UEL                | 7                  | 1                  | -           | -           | -           | 42     | 13     |        |
| Totale Nizza    | Totale Nizza    | Totale Nizza    | 90         | 19         |                 | 12              | 1               |                    | 7                  | 1                  |             | -           | -           | 109    | 21     |        |
| 2025-2026       | Aston Villa     | PL              | -          | -          | FACup+CdL       | -               | -               | UEL                | -                  | -                  | -           | -           | -           | -      | -      |        |
| Totale carriera | Totale carriera | Totale carriera | 141        | 25         |                 | 18              | 2               |                    | 15                 | 2                  |             | 1           | 0           | 175    | 29     |        |

### Cronologia presenze e reti in nazionale
| Cronologia completa delle presenze e delle reti in nazionale ― Costa d'Avorio | Cronologia completa delle presenze e delle reti in nazionale ― Costa d'Avorio | Cronologia completa delle presenze e delle reti in nazionale ― Costa d'Avorio | Cronologia completa delle presenze e delle reti in nazionale ― Costa d'Avorio | Cronologia completa delle presenze e delle reti in nazionale ― Costa d'Avorio | Cronologia completa delle presenze e delle reti in nazionale ― Costa d'Avorio | Cronologia completa delle presenze e delle reti in nazionale ― Costa d'Avorio | Cronologia completa delle presenze e delle reti in nazionale ― Costa d'Avorio |
| Data                                                                          | Città                                                                         | In casa                                                                       | Risultato                                                                     | Ospiti                                                                        | Competizione                                                                  | Reti                                                                          | Note                                                                          |
| ----------------------------------------------------------------------------- | ----------------------------------------------------------------------------- | ----------------------------------------------------------------------------- | ----------------------------------------------------------------------------- | ----------------------------------------------------------------------------- | ----------------------------------------------------------------------------- | ----------------------------------------------------------------------------- | ----------------------------------------------------------------------------- |
| 11-6-2024                                                                     | Lilongwe                                                                      | Kenya                                                                         | 0 – 0                                                                         | Costa d'Avorio                                                                | Qual. Mondiali 2026                                                           | -                                                                             | 62’                                                                           |
| 6-9-2024                                                                      | Bouaké                                                                        | Costa d'Avorio                                                                | 2 – 0                                                                         | Zambia                                                                        | Qual. Coppa d'Africa 2025                                                     | -                                                                             | 80’                                                                           |
| 10-9-2024                                                                     | Yaoundé                                                                       | Ciad                                                                          | 0 – 2                                                                         | Costa d'Avorio                                                                | Qual. Coppa d'Africa 2025                                                     | -                                                                             | 61’                                                                           |
| 11-10-2024                                                                    | San-Pédro                                                                     | Costa d'Avorio                                                                | 4 – 1                                                                         | Sierra Leone                                                                  | Qual. Coppa d'Africa 2025                                                     | -                                                                             | 65’                                                                           |
| 15-10-2024                                                                    | Monrovia                                                                      | Sierra Leone                                                                  | 1 – 0                                                                         | Costa d'Avorio                                                                | Qual. Coppa d'Africa 2025                                                     | -                                                                             | 69’                                                                           |
| 15-11-2024                                                                    | Ndola                                                                         | Zambia                                                                        | 1 – 0                                                                         | Costa d'Avorio                                                                | Qual. Coppa d'Africa 2025                                                     | -                                                                             | 46’                                                                           |
| 21-3-2025                                                                     | Bujumbura                                                                     | Burundi                                                                       | 0 – 1                                                                         | Costa d'Avorio                                                                | Qual. Mondiali 2026                                                           | 1                                                                             |                                                                               |
| 24-3-2025                                                                     | Abidjan                                                                       | Costa d'Avorio                                                                | 1 – 0                                                                         | Gambia                                                                        | Qual. Mondiali 2026                                                           | -                                                                             | 46’                                                                           |
| 8-6-2025                                                                      | Auckland                                                                      | Nuova Zelanda                                                                 | 1 – 0                                                                         | Costa d'Avorio                                                                | Amichevole                                                                    | -                                                                             |                                                                               |
| 11-6-2025                                                                     | Toronto                                                                       | Canada                                                                        | 0 – 0 (4 - 5 dtr)                                                             | Costa d'Avorio                                                                | Amichevole                                                                    | -                                                                             | 76’                                                                           |
| Totale                                                                        |                                                                               | Presenze                                                                      | 10                                                                            |                                                                               | Reti                                                                          | 1                                                                             |                                                                               |